# Gauthier I. de Villebéon
Gauthier I. de Villebéon (auch Gautier de La Chapelle genannt, er selbst zeichnete immer als Galterus camerarius, * um 1125 wohl in Paris; † 23. oder 25. Oktober 1205) war Seigneur de Villebéon et de La Chapelle en Brie, dann durch seine Ehe Seigneur de Nemours, und fast 50 Jahre lang Großkammerherr von Frankreich der Könige Ludwig VII. und Philipp II. bis zu seinem Tod. Er ist ein Angehöriger der Familie Le Riche.

## Herkunft
Gauthier war von einfacher Herkunft, weder Soldat noch Kirchenmann, und tritt trotz seiner herausragenden Position kaum in den Chroniken in Erscheinung. Alberich von Trois-Fontaines erwähnt ihn lediglich mit „Fuit nobilior gestis quam genere“ („Edler durch seine Laufbahn als durch seine Herkunft“). Die Namen seiner Eltern werden in keinem Dokument genannt, bekannt ist nur, dass sie in der Kirche von Montmartre bestattet wurden, angenommen wird, dass das Lehen Villebéon von seiner Mutter stammt. Gauthier hatte zwei ältere Geschwister, einen Bruder, Ètienne de La Chapelle, später Erzbischof von Bourges, und eine Schwester, Pétronille, die Tiboud Le Riche heiratete, einen der wohlhabendsten Bürger von Paris.

## Leben

### Unter Ludwig VII., 1147–1180
Gauthier nahm gemeinsam mit Urson de Nemours und dessen einzigem Sohn Hervé am Zweiten Kreuzzug (1147–1149) teil, wo diese beiden den Tod fanden. Gauthier heiratete Aveline, Tochter und nunmehr Erbin Ursons, wobei unklar ist, ob die Ehe vor oder nach dem Kreuzzug geschlossen wurde; jedenfalls kehrte er eilig nach dem Tod ihrer Verwandten aus dem Heiligen Land zurück, um sicherzustellen, dass Avelines Erbansprüche als Dame de Nemours nicht gefährdet würden.
Nach seiner Rückkehr trat Gauthier in den Dienst des Königs ein. Er begann seine Laufbahn als subalterner Beamter unter dem Maître-Chambellan Adam, stieg aber bald auf: Abt Suger von Saint-Denis, der für Ludwig VII. die Staatsgeschäfte leitete, starb 1151; zuvor hatte er dem König geraten, sich zukünftig nicht auf den Klerus zu stützen und damit begonnen ein System von weltlichen Beamten zu errichten; Ludwig VII. ging diesen Weg weiter, Gauthier in seinem Gefolge, den er nach einiger Zeit zu seinem Großkammerherrn machte.
1160 starb Königin Konstanze, der bisher erbenlose König Ludwig VII. heiratete zum dritten Mal, Adela von Champagne (* um 1145) – die Grafen von Champagne und Blois, die Brüder Heinrich und Theobald, mit zwei Töchtern Ludwigs verlobt, waren seine einzige Stütze gegen die Engländer unter Heinrich II. und Eleonore von Aquitanien; wenn die Brüder in Paris waren, logierten sie in einem Haus Thibaud le Riches, Gauthiers Schwager.
1161 wurde Étienne de La Chapelle, Gauthiers Bruder, zum Bischof von Meaux gewählt – Wilhelm von Blois, ein weiterer Bruder der neuen Königin, war Dekan der Kathedrale von Meaux (er wurde 1164 Bischof von Chartres). 1164 heiratete Ludwigs Tochter Marie Heinrich von Champagne und Ludwigs Tochter Alix Theobald von Blois.
Im gleichen Jahr wurde mit Philipp der lang erwartete Thronfolger geboren. Nach seiner Geburt hatte die Königin erheblichen Einfluss auf den König, sie erreichte, dass ihr Bruder Wilhelm die Regierungsgeschäfte übernahm, der wiederum Gauthier die volle Macht im Palais de la Cité überließ. Gauthier nutzte dies aus, im Palast seine Günstlinge unterzubringen, darunter vor allem die Clément du Mez mit Robert III. Clément als Erzieher des Kronprinzen und Wegbereiter für den Einfluss der Familie in der ersten Hälfte des 13. Jahrhunderts. Gauthier vereinfachte zudem den wichtigsten Angehörigen des Pariser Bürgertums den Zugang zur Königin, die sich ebenfalls völlig auf den Großkammerherrn verließ.
Ende des Jahrzehnts wollte Maurice de Sully, Bischof von Paris, Philippe Le Riche, den Sohn Tibouds und bislang einfacher Kanoniker in Paris, zum Archidiakon ernennen, um dem Kammerherrn zu gefallen – gegen den Widerstand des päpstlichen Legaten Pietro da Pavia, der daraufhin von Papst Alexander III. nach Intervention von Étienne de La Chapelle schriftlich (20. Juli 1169) informiert wird, dass Rom diese Personalie unterstütze; die Ernennung fand statt, der Legat wurde 1171 Nachfolger Etiennes als Bischof von Meaux und 1173 Kardinal. Étienne de La Chapelle wurde 1171 Erzbischof von Bourges, Thomas le Riche, ein Bruder Philippe le Riches, Vogt von Paris.
1172 wurde der Kanzler Hugues de Champfleury, Bischof von Soissons, von Ludwig VIII und Alexander III. – gegen den Willen des Erzbischofs von Reims, einem Bruder des Königs – in seinem Staatsamt abgelöst, wobei die Gründe hierfür unklar sind. Gauthiers Bruder Étienne – der Kanzler musste dem geistlichen Stand angehören – fiel als Nachfolger aus, da er etwa zeitgleich den Verstand verlor: er musste sich ins Kloster Saint-Victor zurückziehen, wo er 1174 an einer Vergiftung starb. Gauthier reagierte auf den Verlust seiner wichtigsten Stütze, indem er die Ernennung eines neuen Kanzlers hintertrieb und die Leitung der Kanzlei (und das königliche Siegel) ohne den Titel eines Kanzlers selbst übernahm.

### Unter Philipp II., 1180–1205
Gauthier Stern drohte zu sinken, als Ludwig VII. sich 1179 nach einem Schlaganfall aus der Politik zurückzog. Zwar übernahm die Königin gemeinsam mit ihrem Bruder Wilhelm, der mittlerweile Erzbischof von Reims war, die politische Verantwortung, traf aber nun auf den Widerstand ihres heranwachsenden Sohnes Philipp II., dessen Erzieher Robert Clément und Pate Philipp von Flandern selbst die Macht ergriffen und Philipp sogar mit einer Nichte Philipps, Isabella von Hennegau, verheirateten. Die (nunmehr) Königinmutter zog sich vom Hof zurück, die Macht des Hauses Champagne ging dem Ende entgegen. Gauthier blieb Camerarius, musste aber das königliche Siegel (und die Leitung der Kanzlei) an Hugues du Puiset abgeben. Robert Clément starb 1181, die Auseinandersetzungen in der erweiterten königlichen Familie (Champagne, England, Flandern) wurden beigelegt, und als Le Puiset 1185 ebenfalls starb, konnte Gauthier die Leitung der Kanzlei erneut übernehmen – und blieb es bis zu seinem Tod. Den Titel des Kanzlers von Frankreich führte in dieser Zeit der Ordensritter Guérin, der erstmals 1197 in der Umgebung der Königs erwähnt wird.
Im März 1190 starb Königin Isabella, der Thronfolger war nicht einmal drei Jahre alt, im Juli brachen Philipp II. und Richard Löwenherz von Vézelay aus zum Dritten Kreuzzug auf. Philipp holte seine Mutter an den Hof zurück und übergab ihr und ihrem Bruder Wilhelm die Regentschaft, installierte aber regionale Räte von Prud’hommes, ohne deren Beteiligung keine Entscheidung getroffen werden konnte: es ist davon auszugehen, dass das Dokument, das diese Regentschaft regelte, in der von Gauthier geführten Kanzlei (in den Details auch inhaltlich) entstanden ist. Gauthier selbst war einer der wenigen hohen Funktionäre des Reiches, die sich nicht am Kreuzzug beteiligten, gab dem König aber seinen ältesten Sohn Philippe bei, den er als seinen Nachfolger vorgesehen hatte, der aber ebenso bei der Belagerung von Akkon (1189–1191) starb wie Theobald von Blois, der Bruder der Königinmutter und Seneschall von Frankreich – was nach der Rückkehr des Königs nach 18-monatiger Abwesenheit dazu führte, dass unter den Großämtern der Krone Frankreichs das Amt des Seneschalls nicht mehr besetzt, faktisch also abgeschafft wurde, was Gauthiers Handlungsspielraum weiter erhöhte. Gleichzeitig war das Amt des Connétable von Frankreich ebenfalls unbesetzt, da Raoul le Roux, Graf von Clermont-en-Beauvaisis, auch vor Akkons gestorben war; erst 1193 wurde angesichts des Kriegsausbruchs in der Normandie mit Dreux de Mello ein Nachfolger ernannt. Die Leerstelle füllte der Marschall von Frankreich aus – der erste Marschall war der Sohn des königlichen Erziehers Robert Cléments, Albéric Clément (auch er vor Akkon gestorben), der zweite dessen Bruder Henri I. Clément, der schnell mit einer Anfang 1191 geborenen Enkelin Gauthiers verlobt wurde.
Im August 1193 heiratete König Philipp Ingeborg von Dänemark, Tochter des dänischen Königs Waldemar I., die keine Verbindung zur französischen Führungsschicht hatte und für Gauthier daher keine Bedrohung darstellte. Gauthiers Sohn Etienne, Bischof von Noyon, holte sie bei ihrer Familie ab und brachte sie nach Frankreich. Die Aversion, die Philipp II. seiner neuen Ehefrau ab der Hochzeitsnacht entgegenbrachte, mündete in dem Auftrag an Gauthier, die Scheidung zu erreichen. Der französische Klerus zeigte sich verständnisvoll, der Papst nicht – 1196 musste Étienne nach Rom, hatte aber bei Coelestin III. keinen Erfolg, während Philipp II. mit Agnes-Maria von Andechs-Meranien bereits die nächste Ehe einging, was wiederum zum Interdikt für Frankreich ab dem 13. Januar 1200 und die Exkommunikation des Königs durch den neuen Papst Innozenz III. führte; diesmal reiste ein anderer Sohn Gauthier, Gauthier II. de Villebéon, nach Rom, um die erforderlichen Verhandlungen mit dem Papst zu führen. Das Interdikt wurde am 7. September 1200 aufgehoben, Agnes starb 1201, und der Vorwurf der Bigamie hatte sich damit erledigt. Die Scheidung von Ingeborg wurde weiter betrieben, aber niemals erreicht.
Gauthier führte seine Amtsgeschäfte bis zu seinem Tod fort. Noch 1204 nahm er im Krieg gegen Johann Ohneland an der Belagerung von Rouen teil, bei der er den 30-tägigen Waffenstillstand unterzeichnete, an dessen Ende die Kapitulation der Stadt stand, die vom englischen König in dieser Zeit nicht befreit worden war.

## Familie
Gauthiers Vermögen war in seinem langen Leben beträchtlich gewachsen. Die Herrschaften Villebéon und La Chapelle waren Familienbesitz gewesen, Nemours hatte seine Frau in die Ehe gebracht. 1198 befand er sich im Besitz der Hinterlassenschaft seines Schwagers Tiboud le Riche, der zahlreiche Immobilien in Paris besessen, aber alle seine Nachkommen überlebt hatte. Erworben hatte Gauthier die Châtellenie de Méréville, das Lehen Combs-la-Ville, zahlreiche Güter im Brie und im Gâtinais, sowie eine Hundertschaft von Lehen rund um seine wichtigsten Residenzen. In einer Partage des biens von 1198 schloss er diejenigen seiner Söhne aus, die im geistlichen Stand waren und daher über große Pfründen verfügten, und teilte den Rest (von einzelnen Legaten und bereits zuvor erfolgten Übertragungen abgesehen) in vier gleiche Teile, die er seinen überlebenden Söhnen Orson, Gauthier und Jean, sowie seinem Enkel Gauthier II. de Nemours, dem Sohn seines bereits gestorbenen Ältesten Philippe, vermachte, und vergaß auch nicht, zu diesem für die damalige Zeit unüblichen Arrangement die Zustimmung der Erben einzuholen.
Seine Ehefrau Aveline de Nemours starb am 7. Oktober 1196. Drei oder vier Jahre später, also um 1200, vielleicht 1198, jedenfalls nach der Regelung seines Erbes, ging er eine neue Ehe ein. Seine zweite Ehefrau hieß Perseis und war eine reiche Witwe aus dem Gâtinais; ihr verstorbener Ehemann war Aubert de Pithiviers, Sire d'Aschères et de Rougemont. Perseis hatte aus dieser Ehe zwei Töchter, Marguerite und Isabelle, die mit Enkeln Gauthiers verheiratet wurden, so dass ihr Erbe das Vermögen Familie des Camerarius am Ende vergrößerte: Marguerite heiratete Gauthier II. de Nemours, Isabelle heiratete Guy de Nemours, den Sohn Ursons.
Gauthier starb am 23. oder 25. Oktober 1205 und wurde im Kloster Barbeau zu Füßen des Königs Ludwig VII. bestattet (so wie sein Urenkel Pierre de Villebéon sein Grab in Saint-Denis zu Füßen Ludwigs des Heiligen fand).

### Nachkommen
Gauthier heiratete Aveline de Nemours (* wohl 1130/40), Erbtochter von Urson, Seigneur de Nemours, und Aveline de Traci. Das Paar bekam acht Söhne:
- Guillaume († wohl 1172/74)
- Philippe (I.) de Nemours, (* wohl 1150/55, † 18. Februar 1191 bei der Belagerung von Akkon), Seigneur de Guercheville; als Kammerherr ging er mit König Philipp II. ins Heilige Land zum Dritten Kreuzzug; ⚭ Aveline de Melun (* wohl 1155/60, † 2. Januar 1191), Tochter von Joscelin de Melun, Vicomte de Melun, und Alpais
- Gauthier (II.) de Villebéon († in Syrien wohl November 1219/1220), Seigneur de Nemours, 1205 Kammerherr von Frankreich; ⚭ Elisabeth († 1234, wohl am 5. April), Dame de Mondreville, bestattet in der Abtei Le Jard
- Étienne de Villebéon († 1222), 1188 Bischof von Noyon
- Pierre II. de la Chapelle, auch Pierre de Villebéon († 1219 bei der Belagerung von Damiette), 1208 Bischof von Paris
- Guillaume de Villebéon, († 1221), 1213 Bischof von Meaux
- Urson de Nemours († 1233), Kammerherr des Königs; ⚭ NN, wohl die Erbin von Méréville
- Jean († wohl 1210); ⚭ Marie; sie heiratete in zweiter Ehe vor 1213 Ferry (III.) de Palaiseau.